# امید جعفری
اُمید جعفری (زادهٔ ۲۷ تیر ۱۳۵۴ – درگذشتهٔ ۲۹ اسفند ۱۳۹۷ در تهران) خواننده و آهنگساز اهل ایران بود. خوانندگی قطعهٔ «بر طبل شادانه بکوب» ترانهٔ پیروزی‌های ورزشی ایران، از آثار او است.

## زندگی‌نامه
امید جعفری در ۲۷ تیر سال ۱۳۵۴ متولد شد. او فارغ‌التحصیل کارشناسی ارشد حقوق بود و از سال ۱۳۷۶ به عنوان خواننده با مرکز موسیقی صدا و سیما همکاری و فعالیت‌های رسمی هنری خود را آغاز نمود. او همچنین خوانندهٔ گروه موسیقی «سفیران» بود. آثاری همچون: «بر طبل شادانه بکوب»، «سمفونی ایران»، «دعا»، «دخترک قالیباف» و «مهر میهن» از قطعات اجرا شده توسط او بوده‌است. از وی به عنوان «راوی موفقیت‌ها و شادی‌های ورزشی» یاد شده‌است.

## آثار هنری
از جمله آثاری که توسط امید جعفری اجرا شده‌است، به موارد زیر می‌توان اشاره نمود:
- «فصل عاشقی» با شعر «ایرج قنبری» و آهنگسازی «محمد بیگلری‌پور»[۹]
- «عشق من ایران» با شعر «اسماعیل امینی» و آهنگسازی «محمد میرزمانی»[۱۰]
- «سمفونی فلسطین» با آهنگسازی «محمد میرزمانی» (به همراه امید حجت و حسام لرنژاد)[۱۱]
- «مطلع بلند» با شعر «سعید میرزایی» و آهنگسازی «محمد میرزمانی»[۱۲]
- «طبل شادی» (بر طبل شادانه بکوب) با شعر «ساناز صفایی» و آهنگسازی «محمدرضا چراغعلی»[۱۳]
- «سرنوشت قصه‌ها» با آهنگسازی «امید جعفری»[۱۴]
- «پرندهٔ فالگیر» با شعر «اسماعیل امینی» و آهنگسازی «امید جعفری»[۱۵]
- «اشاره کن» با شعر «شایان نقدی» و آهنگسازی «امید جعفری»[۱۶]
- «سبز» با شعر «شهرام مقدسی» و آهنگسازی «محمدعلی حیدرنیا»[۱۷]
- «کندیمیز» با شعر «عالیم قاسم‌اف» و آهنگسازی «بهزاد عبدی»[۱۸]
- «ایران» با شعر «فروه مخصوص» و آهنگسازی «بهزاد عبدی»[۱۹]
- «زیارت» با شعر «محسن وطنی» و آهنگسازی «امیر فیروزبخت» و تنظیم «محمدمهدی گورنگی»[۲۰]
- «روز انتخاب» با شعر «ایرج قنبری» و آهنگسازی «حسین شریفی»[۲۱]
- «مثل آینه مثل خورشید» با شعر «ناصر فیض» و آهنگسازی «حسین شریفی»[۲۲]
- «روز مهر» با شعر «ایرج قنبری» و آهنگسازی «حسین شریفی»[۲۳]
- «زمونه آی زمونه» با شعر «قیصر امین‌پور» و آهنگسازی «سعید محمدی‌مطلق»[۲۴]
- «عهد آدم» با شعر «قیصر امین‌پور» و آهنگسازی «سعید محمدی‌مطلق»[۲۵]
- «نیایش نامه» با شعر «وحشی بافقی» و آهنگسازی «سعید محمدی‌مطلق»[۲۶]
- «سودای دل» با شعر «مولوی» و آهنگسازی «سعید محمدی‌مطلق»[۲۷]
- «خون و خبر» با شعر «قربان ولیئی» و آهنگسازی «سعید محمدی‌مطلق»[۲۸]
- «رایت خورشید» با شعر «محمدسعید میرزایی» و آهنگسازی «سعید محمدی‌مطلق»[۲۹]
- «یه شب بیا به خواب من» با شعر «عبدالجبار کاکایی» و آهنگسازی «سعید محمدی‌مطلق»[۳۰]
- «خاک سرشار» با شعر «محمدرضا سهرابی نژاد» و آهنگسازی «سعید محمدی‌مطلق»[۳۱]
- «پرستو» با شعر «اسماعیل فرزانه» و آهنگسازی «حسین میرزایی»[۳۲]
- «ایران» با شعر «سیاوش پورشیرمحمد» و آهنگسازی «علیرضا شیبانی» (به همراه فرامرز نصیری، حمید خندان، شاهین آرین و گروه کر)[۳۳]
- «مهر میهن» با شعر «اسماعیل امینی» و آهنگسازی «محمدرضا چراغعلی» (به همراه نادر اسماعیل‌زاده و علی خدایی)[۳۴]
- «خلوت شبانه» با شعر «فهیمه صباغی» و آهنگسازی «علیرضا شیبانی»[۳۵]
- «هزاران خورشید» با شعر «اصغر اردبیلی» و آهنگسازی «جابر اطاعتی»[۳۶]
- «پلی به رنگ بهار» با شعر «سروناز بهبهانی» و آهنگسازی «محمدرضا عقیلی»[۳۷]
- «تا ابد جاری» با شعر «زهره نارنجی» و آهنگسازی «میلاد موحدی»[۳۸]
- «باغ گل آذین» با شعر «محمد سعید میرزایی» و آهنگسازی «حسن فراهانی»[۳۹]
- «بغض بی‌صدا» با شعر «فرخ کاظمی» و آهنگسازی «حسن فراهانی»[۴۰]
- «گریه شادی» با شعر «لورا تاجیکی» و آهنگسازی «فرید صدیقی»[۴۱]
- «انتخابی نو» با شعر «ایرج قنبری» و آهنگسازی «سعید اردیانی»[۴۲]
- «قدس» با شعر «محسن حسن‌زاده لیله‌کوهی» و آهنگسازی «شهرام مظلومی»[۴۳]

## درگذشت
امید جعفری روز ۲۹ اسفند سال ۱۳۹۷ ساعاتی قبل از تحویل سال ۱۳۹۸ بر اثر بیماری درگذشت و ۱ فروردین سال ۱۳۹۸ در بهشت زهرا به خاک سپرده شد.